# Here Come the ABCs
Albums de They Might Be Giants
The Spine
(2004) The Else
(2007)
Here Come The ABCs est un album de musique pour enfants de They Might Be Giants, sorti le 15 février 2005.

## Liste des titres
1. Here come the ABCs – 11 s
2. Alphabet of Nations – 1 min 26 s
3. E eats everything – 2 min 43 s
4. Flying V – 1 min 34 s
5. Q U – 1 min 09 s
6. Go for G! – 1 min 14 s
7. Pictures of pandas painting – 2 min 07 s
8. D & W – 1 min 37 s
9. Fake-believe – 1 min 51 s
10. Can you find it? – 2 min 55 s
11. The Vowel family – 1 min 59 s
12. Letter/not a letter – 1 min 08 s
13. Alphabet lost and found – 2 min 49 s
14. I C U – 1 min 49 s
15. Letter shapes – 1 min 22 s
16. Who put the alphabet in alphabetical order? – 1 min 45 s
17. Rolling O – 1 min 26 s
18. L M N O – 1 min 43 s
19. C is for conifers – 2 min 37 s
20. Fake-believe (type B) – 1 min 56 s
21. D Is for drums – 2 min 21 s
22. Z Y X – 1 min 21 s
23. Goodnight my friends – 25 s
24. Clap your hands – 1 min 21 s
25. Here in Higglytown – 3 min 30 s